# Biser Boew
Biser Boew (bułg. Бисер Боев), bułgarski dziennikarz, menedżer i polityk, założyciel tygodnika ekonomicznego „Capital Weekly” (1993) oraz dyrektor generalny Economedii, pierwszej grupy biznesowo-medialnej w Bułgarii (2006–2009); od 2009 członek i doradca ekonomiczny partii GERB oraz z jej ramienia kandydat na stanowisko ministra gospodarki w rządzie Bojka Borisowa.

## Życiorys
Jest absolwentem Wydziału Stosunków Międzynarodowych Akademii Ekonimicznej w Sofii. W latach 90. był dziennikarzem specjalizującym się w zagadnieniach ekonomicznych: w 1993 był współzałożycielem tygodnika „Capital Weekly”, a następnie pracował w redakcjach „Pari Daily”, „Banker Weekly” oraz w bułgarskim oddziale Agencji Reutera. 
W 2005 roku został dyrektorem ds. sprzedaży w Agency for Investment Information Ltd, która była m.in. wydawcą „Capital Weekly” i „Banker Weekly”. Rok później otrzymał propozycję objęcia stanowiska dyrektora generalnego Economedii, pierwszej w Bułgarii grupy biznesowo-medialnej, do której należą m.in. „Dnewnik” i „Sofia Echo”, jedne z najpopularniejszych dzienników w kraju. 
9 lipca 2009 roku podał się do dymisji, a dzień później został przedstawiony jako członek zespołu ekonomicznego kierowanej przez Bojka Borisowa partii GERB, która pięć dni wcześniej wygrała wybory parlamentarne. Media do ostatniej chwili przedstawiały go jako ministra gospodarki rządzie Borisowa, jednak ostatecznie premier powierzył to stanowisko Trajczowi Trajkowowi.